# Ella Marie Hætta Isaksen
Ella Marie Hætta Isaksen, född 25 april 1998, är en norsk, samisk musiker från Tana, Norge. 2016 vann Isaksen Sámi Grand Prix med sin självskrivna låt Luoddaearru och 2017 vann hon Liet International med samma låt. År 2017 startade Isaksen bandet ISÁK tillsammans med Daniel Eriksen och Aleksander Kostopoulos. I oktober 2018 vann hon NRK-programmet Stjernekamp.
Hon har varit ideellt engagerad i miljöorganisationen Natur og Ungdom och arbetade även som organisationens kampanjsekreterare under 2017.[källa behövs]
Tillsammans med sitt band ISÀK vann hon 2018 NRK Urbi och blev utnämnd till årets nykomling på Sami Music Awards. 2019 blev bandet nominerat till årets nykomling på P3 Gull-galan.
År 2019 fick hon Brobyggarpriset från Norske kirkeakademier.
Hösten 2020 var hon med i Skavlan på SVT.